# Natales (Antigua Roma)
En la antigua Roma, se llaman natales a aquellos días en que se cumplían años del nacimiento.
En el calendario romano se hallan muchos días notados con la celebración de natales de las deidades gentílicas pero deben entenderse como aniversarios de la dedicación de sus respectivos templos en Roma. En este sentido llama Cicerón Natal de la Salud al día de las Nonas de Agosto y Marcial Natal de Mercurio a los Idus de Mayo. 
Era costumbre que los parientes y amigos de los que cumplían años les hiciesen algunas finezas o agasajos y regalos en ese día y a esto alude Marcial cuando dice:

Ut poseas, Clyte, munuf, exlgasque Uno nasceris octies in anno.

Los emperadores y césares celebraban sus natales en el aniversario de su coronación o aclamación y de estas celebraciones, que eran magníficas, hay alguna referencia en las medallas. 
- Los natales de Constantino M. se celebraban en Roma el día lili kalendas de febrero. Así se menciona en una medalla de este Emperador, dentro del aurea:

PLVRA. NATAL. FEL.

- Los Natales de Roma están recogidos en la inscripción de una medalla de Adriano, donde se ve una mujer sentada en el suelo con una rueda en el número D y tres obeliscos detrás:

Ann. DCCCLXXIIII. NAT. VRBIS. cía. Con. se.